# San Miguel de San Joaquín
San Miguel de San Joaquín är en ort i Mexiko.   Den ligger i kommunen Sinaloa och delstaten Sinaloa, i den västra delen av landet, 1 100 km nordväst om huvudstaden Mexico City. San Miguel de San Joaquín ligger 118 meter över havet och antalet invånare är 108.
Terrängen runt San Miguel de San Joaquín är huvudsakligen platt, men åt nordost är den kuperad. Runt San Miguel de San Joaquín är det glesbefolkat, med 19 invånare per kvadratkilometer. Närmaste större samhälle är Higuera de los Vega, 10,1 km öster om San Miguel de San Joaquín. I omgivningarna runt San Miguel de San Joaquín växer huvudsakligen savannskog.